# Sejm 1712
Zasugerowano, aby zintegrować ten artykuł z artykułem Sejm nadzwyczajny 1712. Nie opisano powodu propozycji integracji.
Sejm 1712 – sejm nadzwyczajny, obradujący w dniach 5 – 19 kwietnia 1712 r. Marszałkiem sejmu był Stanisław Ernest Denhoff. Sejm uchwalił konstytucje (Volumina Legum t. 6, str 106 – 112).
- Zwołany: 30 grudnia 1711 r.
- Sejmiki:
  - sejmik zatorski: 16 lutego 1712 r.
  - inne: – 23 lutego 1712 r.
  - kujawski powtórzony – 3 marca 1712 r.
  - małopolski główny w Korczynie 17 marca 1712 r.

Sejm uchwalił podatki na wojsko. Wysłano poselstwa do Moskwy i Stambułu, nie potwierdził natomiast układów z Moskwą: traktatu Grzymułtowskiego i traktatu narewskiego (z takim zastrzeżeniem ratyfikowała je Walna Rada Warszawska w 1710). Został zalimitowany (p. Sejm 1712/1713), jako drugi sejm za panowania króla Augusta II (poprzednim był Sejm 1701).